# Shift JIS

그림으로 나타낸 Shift_JIS 인코딩의 구조

Shift_JIS 또는 Shift-JIS는 JIS X 0201과 JIS X 0208 등을 사용하는 일본어 문자 인코딩이며, 보통 SJIS로 줄여 부른다. 1982년에 일본의 여러 업체들이 중심이 되어 개발했으나, 나중에 일본 안에서 널리 쓰이게 되자 JIS X 0208:1997의 부속서 1로 표준화되었다.

## 역사
1980년대 이전의 컴퓨터에서는 JIS X 0201을 사용한 인코딩이 주로 사용되었다. 즉, 32부터 127까지의 바이트(GL)에는 영문자를, 160부터 255까지의 바이트(GR)에는 가타카나를 배당한 것이다. 시간이 지나면서 한자를 표시할 수 있는 하드웨어가 등장했고 그에 맞는 문자 인코딩이 필요해졌으나, 이미 널리 사용되는 인코딩에서 GR을 사용하고 있었기 때문에 ISO/IEC 2022의 확장 방법으로는 하위 호환성을 유지하면서 JIS X 0208을 지원할 수 없었다. Shift_JIS는 이전 인코딩과의 호환을 위해 JIS X 0208에서 사용하고 있지 않던 영역(0x81~0x9F, 0xE0~0xEF)에 JIS X 0208을 별도의 계산 과정으로 할당하는 방법을 썼다. 또한 두 번째 바이트를 128 이상으로 제한할 경우 JIS X 0208의 모든 문자를 대응시킬 수 없었기 때문에, 두 번째 바이트에 128보다 작은 바이트도 사용할 필요가 있었다.
Shift_JIS를 개발한 업체들에 대해서는 몇 가지 설이 있다. 일본 마이크로소프트 전 회장인 후루카와 토오루(古川享)에 따르면 아스키, 마이크로소프트, 미쓰비시 전기, 마이크로소프트웨어 어소시에이트, 디지털 리서치가 관련되었으며, 특히 아스키의 야마시타 료조(山下良蔵)가 중심이 되어 만들어졌다고 하지만, 교토 대학 조교수인 야스오카 코이치(安岡孝一)는 마이크로소프트웨어 어소시에이트와 미쓰비시 전기만이 관련되었다고 주장하고 있다. 개발 주체와는 별개로, 마이크로소프트 등의 회사들이 얼마 지나지 않아 자신들의 제품에서 Shift_JIS를 지원했던 것은 사실이다.
JIS X 0208에 비어 있는 영역이 꽤 있고, Shift_JIS 자체에도 0xF0부터 0xFF까지의 첫 바이트에는 아무 글자도 할당되어 있지 않았기 때문에 다양한 확장들이 만들어졌다. 예를 들어, 이 확장들 중 가장 많이 쓰이는 마이크로소프트의 코드 페이지 932(엄밀하게는 Windows-31J)는 JIS X 0208의 확장이며, 일본 휴대폰 업체들은 전자 메일에서 사용하기 위해 여러 그림 문자를 0xF3부터 0xF9까지의 영역에 할당해서 쓰고 있다. 이러한 확장들은 대부분 확장된 영역에서 서로 호환되지 않으며 IANA에도 등록되어 있지 않은 것이 많아 혼동을 주곤 한다.
본래는 일본 산업 규격과는 상관 없이 만들어진 인코딩이지만, Shift_JIS가 많이 쓰이게 되면서 사실상의 표준이 되었기 때문에 1997년판부터는 부속서 1에 ‘시프트 부호화 표현(シフト符号化表現)’로 이 인코딩을 설명하고 있다. 여기에도 몇 가지 확장이 있는데, 2000년에 제정된 JIS X 0213을 반영한 Shift_JISX0213과, JIS X 0213이 2004년에 개정되면서 이를 반영한 Shift_JIS-2004가 있다.

## 구성
Shift_JIS는 JIS X 0201을 기반으로, 사용되지 않는 두 영역에 JIS X 0208을 간단한 계산으로 다음과 같이 잘라 넣는다.
1. 행 번호에 0xE1(0x60행 이하) 또는 0x161(0x61행 이상)을 더한다. 이 값을 2로 나눈 몫을 첫 번째 바이트로 한다.
2. 1에서 나온 값이 짝수인가 홀수인가에 따라, 열 번호에 0x1F(홀수)나 0x7D(짝수)를 더한다.
3. 2에서 나온 값이 0x7F보다 크거나 같으면 1을 더해 두 번째 바이트로 하고, 아니면 그 값을 그대로 두 번째 바이트로 한다.

이렇게 해서 계산된 첫 번째 바이트는 0x81부터 0x9F까지와 0xE0부터 0xEF까지이고, 두 번째 바이트는 0x40부터 0x7E까지와 0x80부터 0xFC까지가 된다. 두 번째 바이트의 최상위 비트가 설정되지 않을 수도 있기 때문에 Shift_JIS 인코딩을 인식하는 것은 쉽지 않을 수 있다. 또한 두 번째 바이트에는 역슬래시(\, 0x5C)가 포함되기 때문에 Shift_JIS를 사용하는 시스템에서 압축한 ZIP 파일을 다른 시스템에서 풀 수 없는 경우도 생긴다.

## 같이 보기
- 코드 페이지 932(Windows-31J) - 가장 많이 쓰이는 Shift_JIS의 확장
- EUC-JP

## 참조
1. ↑  일본 슬래시닷의 글을 참고하라. 그에 따르면 이런 주장이 마이크로소프트웨어 어소시에이트가 아스키와 마이크로소프트의 자회사로 설립되었기 때문에 일어난 오해라고 한다.